# Kaneel

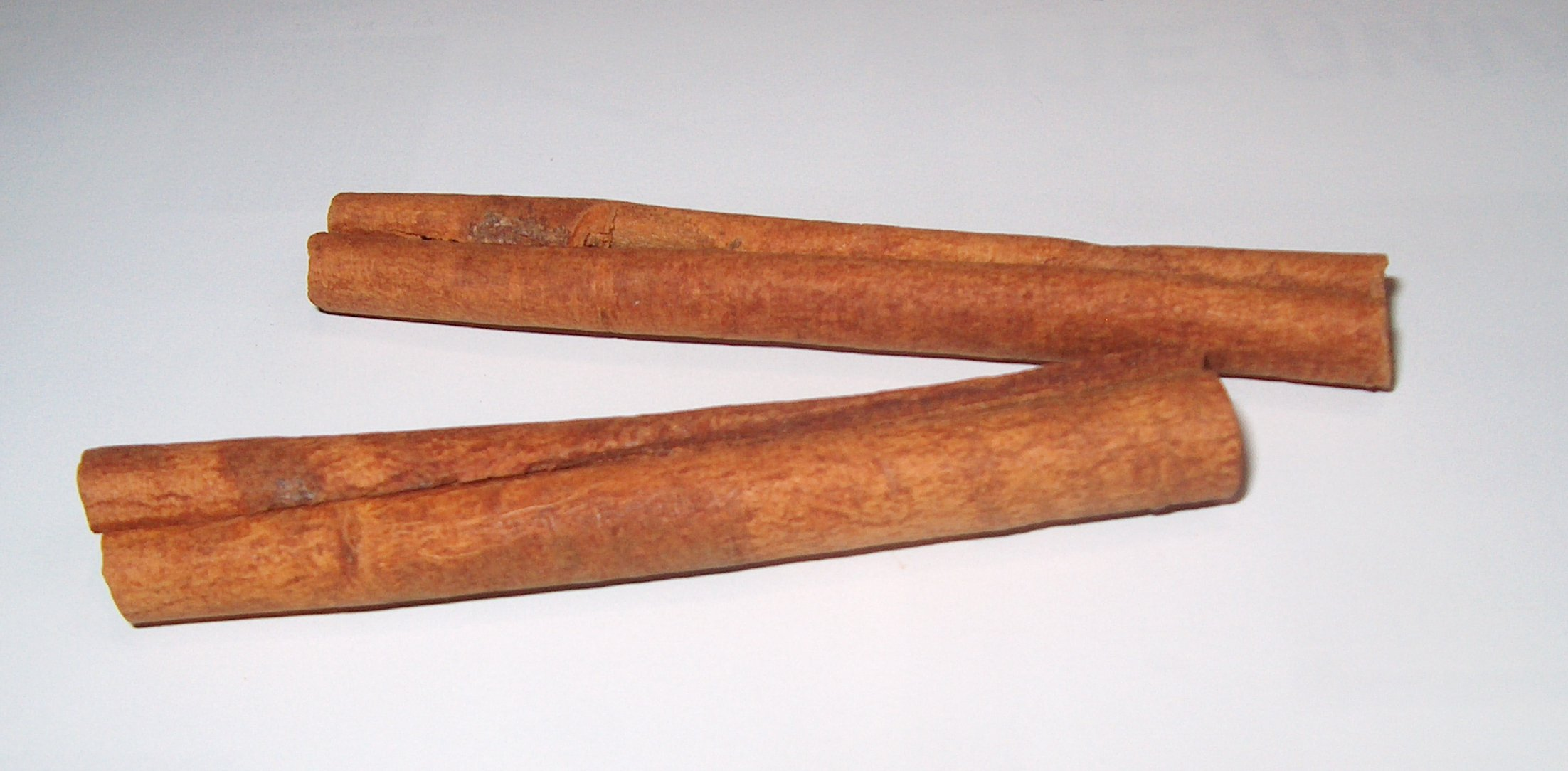
Kaneelstokjes

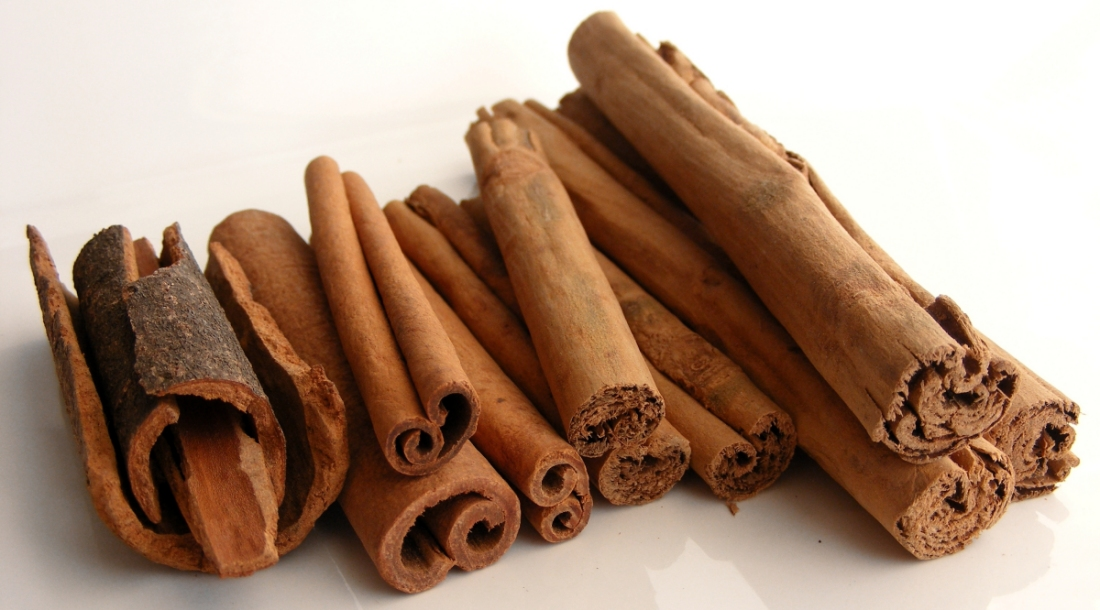
Vier verschillende kwaliteiten van kaneel, van links naar rechts: cassia, goedkope kaneel waarschijnlijk uit Indonesië, supermarktkwaliteit, topkwaliteit uit Sri Lanka.

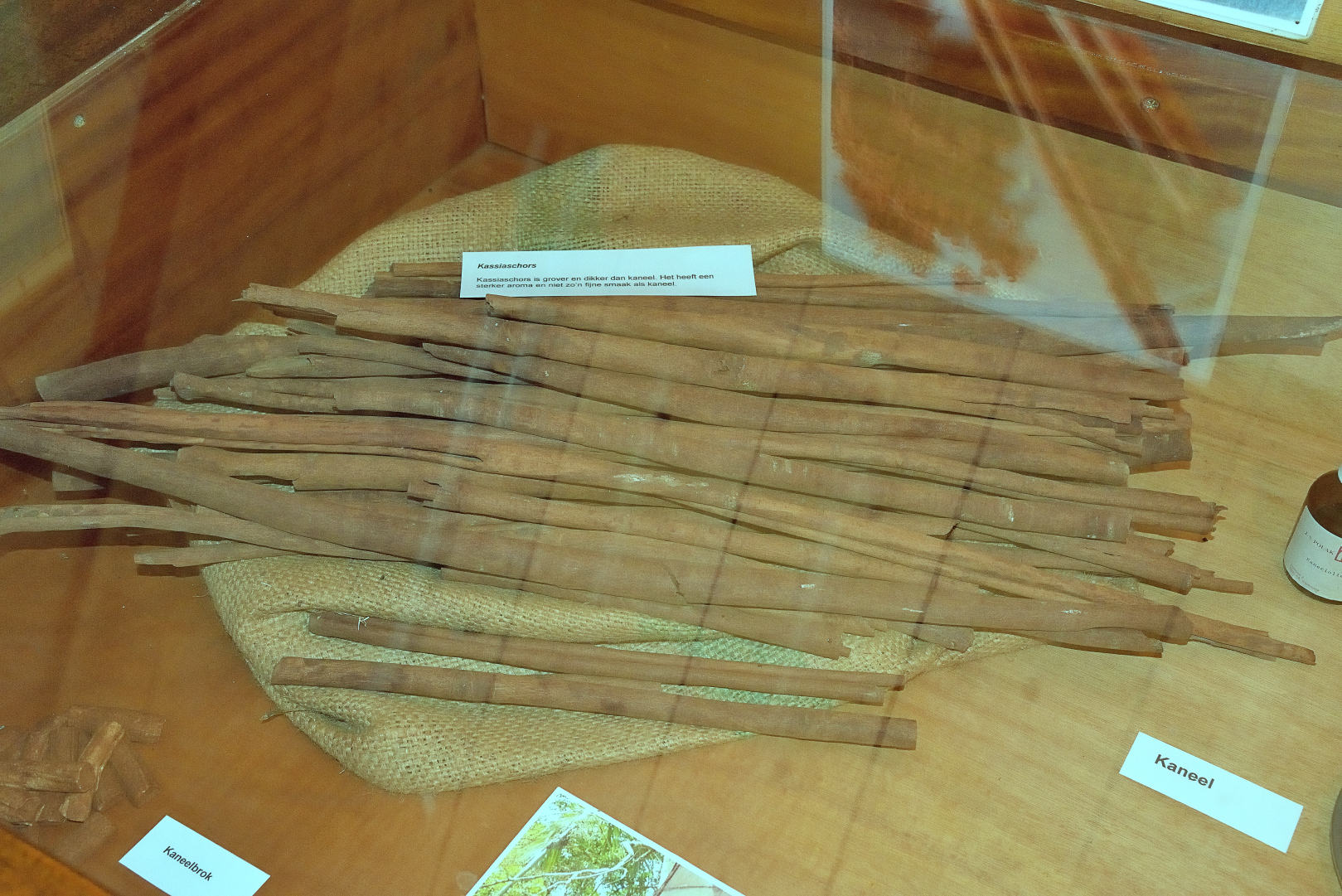
Cassia

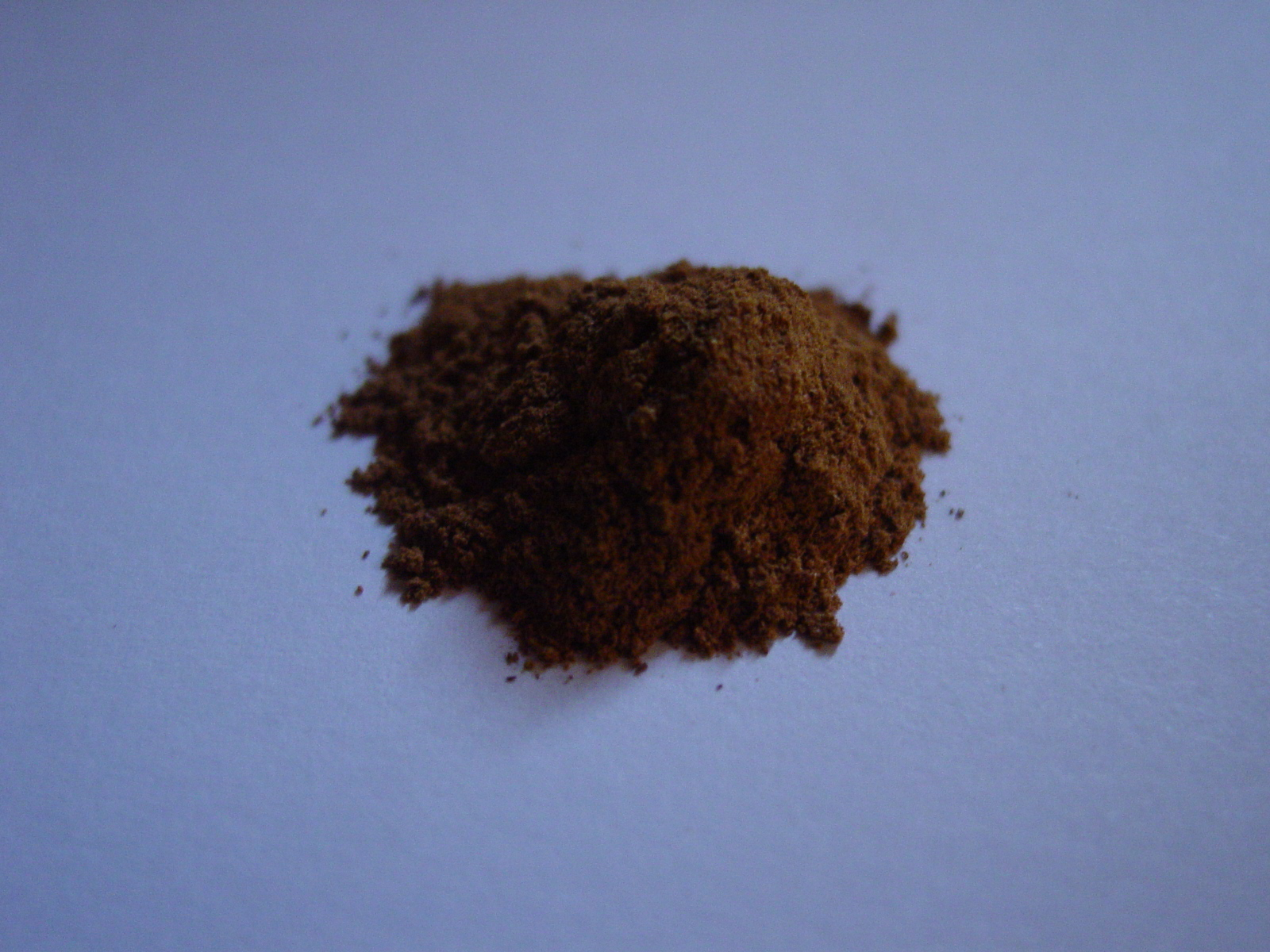
Kaneelpoeder

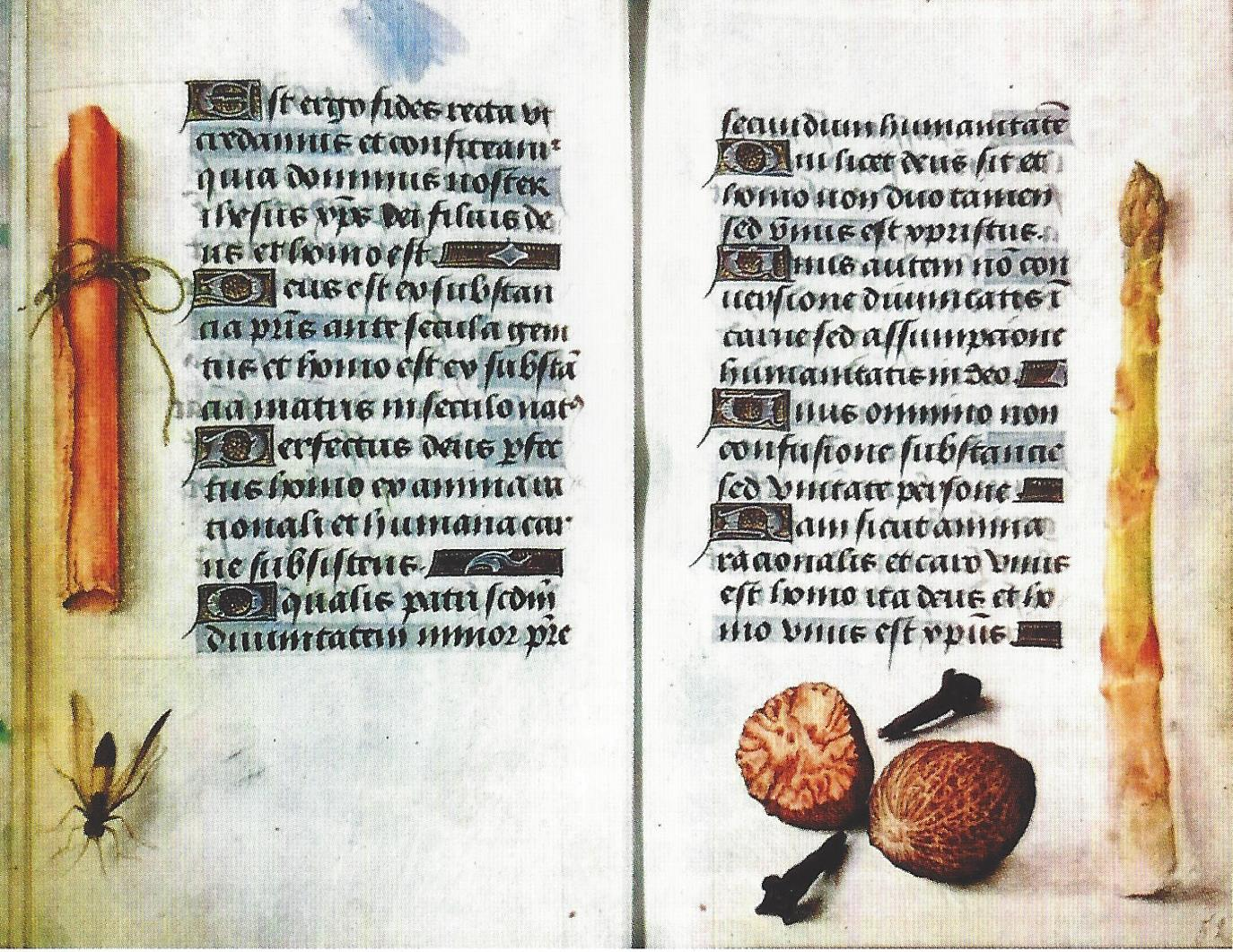
Getijdenboek Philips van Kleef (1456-1528) heer van Ravenstein

Kaneel is een specerij bestaande uit de binnenbast van de scheuten van de kaneelboom. Er bestaan vele varianten, maar de belangrijkste zijn de ceylonkaneel of echte kaneel, gewonnen van Cinnamomum verum (synoniem: Cinnamomum zeylanicum) en de cassia of kassie, gewonnen van Cinnamomum cassia (synoniem: Cinnamomum aromaticum). Cassia is wat branderiger en bitterder dan ceylonkaneel. Kaneel wordt als stukjes gedroogde, opgerolde schors of "stokjes" verkocht. 

## Toepassing
Kaneel wordt in de westerse keuken meestal gebruikt als smaakmaker in zoete gerechten, zoals appelmoes of stoofperen, en in vele soorten gebak. Warme rijst met boter, suiker en kaneel wordt gebruikt als dessert. Traditioneel op de kermis wordt kaneel ook in snoep gebruikt, bijvoorbeeld in kaneelstokken. Kaneel wordt sinds het eind van de twintigste eeuw ook gebruikt als smaakmaker in thee of koffie.
In India wordt kaneel (eigenlijk alleen de cassia) in allerhande vlees- en groentegerechten gebruikt. Kaneel is dan een onderdeel van het kerriemengsel.
Verder wordt kaneel toegepast in likeur, bijvoorbeeld bénédictine en kruidenbitters als schelvispekel. Kaneelolie, een etherische olie uit de bast en het blad van de kaneelboom, wordt wel gebruikt in parfums. Ook wordt het gebruikt als decoratiemiddel.
Kaneel bevat de stoffen cumarine en safrol, die bij dierproeven en ander onderzoek mutageen blijken te zijn en daarmee mogelijk kankerverwekkend. Het is echter nog niet gebleken of kaneel kankerverwekkend is voor mensen. Het is vooral de cassia die veel cumarine bevat (2g/kg). Ceylonkaneel bevat van deze stof 0,02g/kg.
Echte kaneel (Cinnamomum verum) wordt ingezet bij dyspeptische klachten zoals darmkrampen, een opgeblazen gevoel, eetlustverlies en diarree. Consumptie van kaneel kan de glucoserespons na de maaltijd vertragen. Met betrekking tot het effect van kaneel (beide soorten) op totaalcholesterol en triglyceriden worden in wetenschappelijk onderzoek tegenstrijdige resultaten gevonden, zodat nog onduidelijk is of kaneel eventueel een effect daarop heeft. De etherische olie van kaneel heeft brede antimicrobiële en antifungale eigenschappen.

## Productie
Er zijn verschillende soorten kaneel, maar alle worden gecultiveerd in tropische landen zoals het zuiden van India, Sri Lanka (vroeger Ceylon), Indonesië, Vietnam en China. In Myanmar en het zuidwesten van India komt de kaneelboom nog in het wild voor.
De kaneelboom groeit dan ook alleen in een tropisch klimaat, en dan het liefst aan de kust. De struik wordt twee- tot driemaal per jaar gesnoeid, en daarbij laag gehouden. Van de 2 meter lange scheuten van ongeveer anderhalf jaar oud wordt de bast geoogst. Daarna wordt de schors en de middenbast verwijderd. De dunne binnenste bast blijft over. Die rolt zich vanzelf op. Daarna worden de rolletjes gedroogd. Bij het drogen verkleuren de stengels naar de typische geel-bruine kleur.
De totale kaneelproductie bedroeg in 2011 ongeveer 197.000 ton. De belangrijkste producenten van kaneel zijn: Indonesië, China, Vietnam en Sri Lanka. Deze landen produceren gezamenlijk meer dan 99% van al het kaneel. Andere producenten met een productie van 100 ton of meer zijn: Madagaskar, Oost-Timor en Grenada.

## Geschiedenis

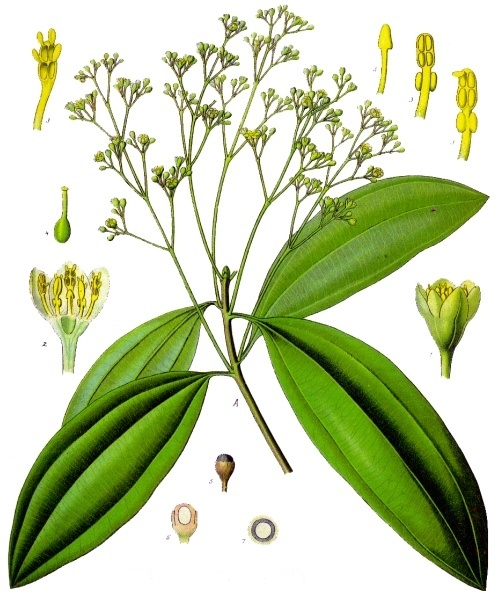
Cinnamomum aromaticum

De naam kaneel is afkomstig uit het Latijn, "canella", "stokje".
Rond 2800 voor Christus wordt kaneel al genoemd in het kruidboek van de Chinese Keizer Shennung. Ook in het oude Egypte was kaneel bekend. Het werd gebruikt in parfum.
Ook in de Bijbel was kaneel bekend. Het werd zo hoog gewaardeerd, dat kaneel zelfs een waardig geschenk kon zijn voor koningen en andere hoogheden. Kaneel wordt genoemd in Exodus 30:23-25. Mozes wordt opgedragen om zowel zoete kaneel als cassia te gebruiken voor de zalfolie van het tabernakel: 
Neem de fijnste specerijen: vijfhonderd sjekel dikvloeibare mirre, half zoveel geurige kaneel-tweehonderdvijftig sjekel dus-, tweehonderdvijftig sjekel geurige kalmoes en vijfhonderd sjekel kassia, alles volgens het ijkgewicht van het heiligdom, en een hin olijfolie, en bereid hieruit heilige zalfolie, een geurig mengsel zoals een reukwerker dat maakt. Met deze heilige zalfolie moet je de ontmoetingstent zalven, de ark met de verbondstekst, de tafel en de lampenstandaard met alle bijbehorende voorwerpen, het reukofferaltaar, het brandofferaltaar met het gerei en het wasbekken en het onderstel ervan.— Exodus 30:23-28 NBV
Vanaf 1580 hadden de Portugezen de heerschappij over Ceylon (het latere Sri Lanka) en daarmee het monopolie op de kaneelhandel. Zij legden het eiland een schatting op van 125 ton kaneel per jaar. De koning van Kandy riep vervolgens de hulp in van de Hollanders. Hiermee ging het kaneelmonopolie over in Hollandse handen. In 1765 begon men op Ceylon voor het eerst kaneel te verbouwen op plantages. In 1796 veroverden de Engelsen het eiland. Het monopolie op de kaneelhandel kwam vanaf dat moment in Engelse handen, totdat de Nederlanders er in Indonesië in slaagden om ook daar kaneelplantages aan te leggen. Sindsdien exporteert Indonesië ongeveer 8000 ton kaneel per jaar.
Reeds lang voordat de Europeanen zelf kaneel haalden uit het Verre Oosten waren zij bekend met deze specerij en ook met kruidnagelen en nootmuskaat. Kaneel werd via het Midden Oosten en via de Hanzekooplieden aangevoerd. De bekendheid met deze specerijen in droge vorm blijkt uit het getijdenboek van Filips van Kleef uit ca. 1480.